# Lastreopsis subsparsa
Lastreopsis subsparsa là một loài thực vật có mạch trong họ Dryopteridaceae. Loài này được (Alderw.) Tindale miêu tả khoa học đầu tiên năm 1957.